# N.C. Willemoes
Niels Carl d'Obry Willemoes (født 22. marts 1867 i Flensborg, død 23. november 1954 i Ribe) var  fra 1898 til 1937 redaktør for Ribe Stiftstidende,  der var en vigtig  kilde for den danske offentlighed om forholdene i Sønderjylland under det tyske styre.
Han var initiativtager og idemand til Ribe Turistforening og tilskrives en stor aktie for at udvikle Ribe til en turistattraktion og i linjen med at bevare den gamle bykerne. Han var i 1920  medstifter af Grænseforeningen,  hvor han i 1937 blev æresmedlem, og var aktiv i en lang række af byens organisationer.
Havde d. 1. juli 1923 25 års jubilæum som redaktør på Ribe Stiftstidende
Han blev udnævnt til æresborger i Ribe i 1946.

## Kampen om Riberhus Slotsbanke[4]
I sin egenskab af formand for Ribe Turistforening, må N.C. Willemoes tage et opgør med den tyske værnemagt.
22. maj 1943 kræver den tyske værnemagt at grave tre maskingeværstandpladser nede i Riberhus Slotsbanke. Willemoes indberetter det med det samme til Nationalmuseet
18. august 1943 meddeler statsministeren, at den værnemagten har lovet ikke at udøve yderligere skade på slotsbanken
10. maj 1944 går soldaterne atter i gang med at grave i slotsbanken, for at nedkaste det opgravede jord i voldgraven. Da nyheden når Willemoes opsøger han først politimesteren og derefter de gravende soldater ved slotsbanken. Her bliver han dog nægtet adgang, men gør alligevel opmærksom på, hvad de tidligere har lovet
11. maj 1944 tyskeren beklager skaderne og lover at stoppe arbejdet og udbedre skaderne igen

## Galleri
- Mindetavle på Vægtergade 1, Ribe. Hvor Ribe Stiftstidende havde til huse og redaktøren selv boede
- Redaktør C. Willemoes og familie på spadseretur i Plantagen efter stormfloden 6-11-1911
- Gravsten på Ribe ny Kirkegård